# میشلش (داغستان)
میشلش (به لاتین: Mishlesh) یک منطقهٔ مسکونی در روسیه است که در داغستان واقع شده‌است.